# Pteropus melanopogon
Pteropus melanopogon är en däggdjursart som beskrevs av Peters 1867. Pteropus melanopogon ingår i släktet Pteropus och familjen flyghundar. IUCN kategoriserar arten globalt som starkt hotad. Inga underarter finns listade.
Denna flyghund förekommer på olika öar i Sydostasien och i den australiska regionen, till exempel på Moluckerna. Arten vistas i fuktiga skogar i låglandet och den uppsöker även fruktodlingar.